# Oíkos (ort)
Oíkos är en ort i Cypern.   Den ligger i distriktet Eparchía Lefkosías, i den centrala delen av landet, 50 km väster om huvudstaden Nicosia. Oíkos ligger 596 meter över havet och antalet invånare är 195. Den ligger på ön Cypern.
Terrängen runt Oíkos är huvudsakligen kuperad, men söderut är den bergig. Trakten runt Oíkos är glesbefolkad, med 20 invånare per kvadratkilometer. Närmaste större samhälle är Léfka, 12,9 km norr om Oíkos. 